# هريفنا أوكرانية
الهريفنيا الأوكرانية (بالأوكرانية: гривня). هي عملة أوكرانيا الرسمية منذ عام 1996  رمز العملة (₴)، تتكون الهريفنيا من 100 كوبيك (بالأوكرانية: копiйка). فئات الهريفنا الأوكرانية من العملات الورقية هي: (1)، و (2)، و (5)، و (10)، و (20)، و (50)، و (100)، و (200)، و (500)، و (1000)، والعملات المعدنية هي: (1)، و (2)، و (10)، و (25)، و (50) كوبيك، ويُشار إلى أنّ إصدار العملات الورقية بدأ في عام 1996 وفقًا لمرسوم رئيس أوكرانيا ليونيد كوتشما والمادة 99 من دستور أوكرانيا  خلال الفترة 2-16 سبتمبر 1996، وجَرت منذ ذلك الوقت إضافة فئات، إلى جانب تعديل تصاميمها، وتغيير بعض الموادّ المُستخدمة في صناعة العملة؛ لتظهر على ما هي عليه اليوم الهريفنيا الأوكرانية تُعَدّ الهريفنيا الأوكرانية (بالإنجليزيّة: The Ukrainian Hryvnia) -التي تُعرَف اختصاراً ب (HRN)- العملة الرسمية المستخدمة، والمتداولة في دولة أوكرانيا منذ عام 1993م. والهريفنيا الواحدة مُكوَّنة من مئة قسم من فئة نقدية فرعية أصغر تُسمّى كوبيك (بالإنجليزيّة: kopiyok). أمّا إصدار العملة الأوكرانية بمختلف فئاتها، وصنفَيها (الورقي، والمعدني) فيتمّ من قِبَل البنك الوطني الأوكراني الذي يمثّل البنك المركزي للبلاد، وإليه تُوكَل مهمة إدارة السياسات المالية، والسيطرة على البنوك التجارية الكُبرى. وبالنظر إلى سعر العملة الأوكرانية مقابل الدولار، فإنّ الدولار الأمريكي الواحد يعادل ما قيمته 27.2350 هريفنا أوكرانية (وفق سعر الصرف الخاصّ بعام 2019م).
وقد بدأ سكّ العملات المعدنية في عام 1992م، إلّا أنّ تداوُلها بدأ رسميّاً في شهر أيلول/سبتمبر من عام 1996. تاريخ العملات في أوكرانيا تداولت أوكرانيا خلال الفترة بين عامَي1917م، و1920م عملاتٍ ورقية من فئة نقديّة تُسمّى الكاربوفانيت، وقد تمّ إصدار هذه العملة باستخدام ورق عاديّ؛ وهو ما سهّل عمليات التزوير، والتلاعُب بالعملة، إلّا أنّه رُوعِي مع الإصدارَين اللاحقَين من الكاربوفانيت وجود شريط الأمان؛ لمَنع التزوير. وفي عام 1996م تمّ إصدار عملة جديدة تُسمّى الهريفنا الأوكرانية، وذلك تزامُناً مع انهيار الاتِّحاد السوفيتيّ، وأصبحت تُمثّل العملة الرسمية، والوطنية للبلاد، باستثناء شبه جزيرة القرم التي ما زالت تتداول عملة الروبل، وقد عادلت الهريفنا الأوكرانية آنذاك ما قيمته 100,000 كاربوفانيت (العملة السابقة).

## رمز العملة

رمز الهريفنا

في 1 مارس 2004، وافق البنك الوطني الأوكراني على رمز بياني للعملة الأوكرانية. يتكون الرمز البياني للهريفنيا من عنصرين. يعتمد العنصر الأول والرئيسي على النسخة المكتوبة بخط اليد من الحرف السيريلي (بالأوكرانية: Г) - فهو يشير إلى الحرف الأول في كلمة «هريفنيا». العنصر الثاني عبارة عن خطين أفقيين متوازيين، يجسدان فكرة استقرار العملة، وإمكانيات عالية ونمو الاقتصاد الوطني لأوكرانيا.
استخدمت فكرة مماثلة للعديد من رموز العملات الخرى. وفقًا للبنك الأهلي الأوكراني، فإن رمز العملة الوطنية الذي اختاره البنك بسيط في المظهر وذو مغزى في وضعه الداخلي. إذ إنه يشبه عن بعد رمز الدولار المقلوب، يتقاطع مع خطين متوازيين، مثل اليورو. بالتوازي مع الرمز، يتم أيضًا استخدام ثلاثة رموز شائعة: «الهريفنيا»، (بالأوكرانية: грн)، و(بالأوكرانية: гривня) بالإضافة إلى UAH. يمكن وضع رمز الهريفنيا قبل الفئة وبعدها. يستخدم الاختصار (بالأوكرانية: коп) للإشارة إلى الكوبيك.

## أصل التسمية
لغوياً فان كلمة (هريفنا) مشتقة من كلمة (هريفنه) والتي تعني باللغة السلافية القديمة «قلادة أو سوار» المستخدمة في عهد كييف روس حيث كانت التسمية تعني قلادة العنق من الذهبي المزين بأحجار كريمة، وتطلق التسمية احيانا على الميداليات.

## التأريخ

### حقبة كييف روس
في زمن كييف روس وخلال القرنين التاسع والعاشر، كانت العملة الرئيسية في أوكرانيا الحديثة هي الدرهم العربي «العملة الفضية» والتي انتشرت في أوروبا نتيجة التجارة المكثفة مع المسلمين في ذلك الوقت.
كانت المرة الأولى لإنشاء نظام لعملتها هي سكّ عملات الفضية تحت قيادة أمير كييف فلاديمير الأول (963-1015). هي عملة فلاديمير الذهبية تزن 4.4 جرام من الفضة - على وجه العملة عادة ما يتم سك صورة الأمير، على الجانب الخلفي - علامة عائلة الأمير «الرمح»، تم سك عملة الأمير أيضًا من قبل ابنه ياروسلاف الحكيم (1019-1054) كانت العملة الفضية لياروسلاف تحمل على الوجه صورة الأمير المقدس، وعلى ظهرها الرمح.
استخدمت الهريفنا في القرن الثامن والتاسع. مع انتشار الدرهم العربي في روسيا

### القرن الثالث عشر والرابع عشر
ظلت الهريفنيا العملة المتاولة في روسيا حتى القرن الرابع عشر. وخلال الغزو المغولي لروسيا في النصف الثاني من القرن الثالث عشر بدأ تقسيم الهريفنيا الفضية، وتقطيعها إلى نصفين. وهكذا ظهر الروبل وتسمية الروبل مشتقة من كلمة رباتي، أي جذع الهريفنيا،  والذي أصبح العملة الرئيسية في الأراضي الأوكرانية كجزء من الإمبراطورية الروسية حتى القرن العشرين. وفي الأراضي الأوكرانية الأخرى كجزء من دول أخرى، كانت العملات المتداولة في ذلك الوقت العملة العثمانية "آقجة، وتالر وزلوتي البولندي، تالر الهولندي، والمارك الألماني، الذهبي المجري والنمساوي المجري، والفلورين الإيطالي وغيرها.

### جمهورية أوكرانيا الشعبية

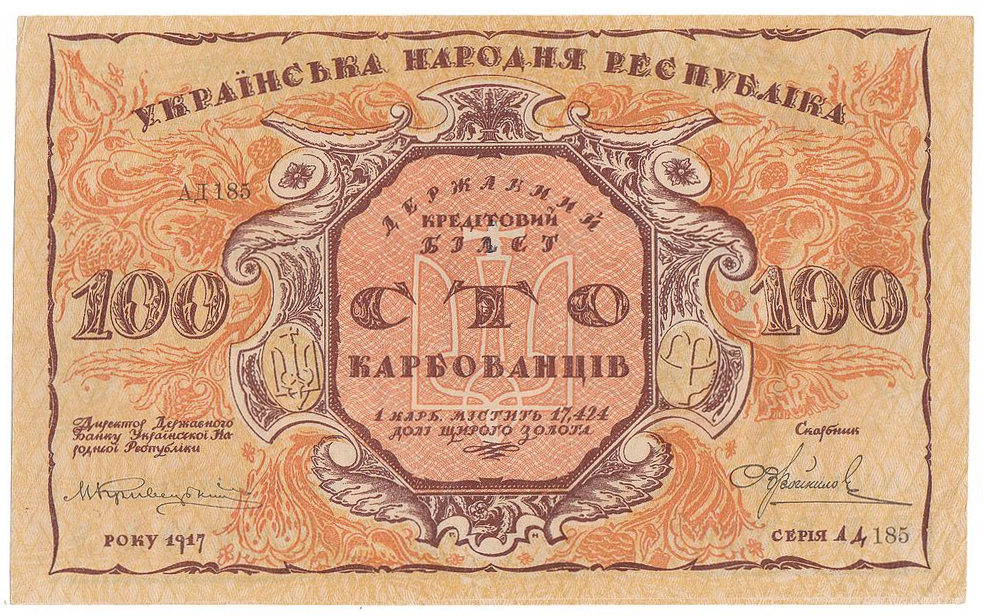
100 كاربوفانيت أوكراني (1917)

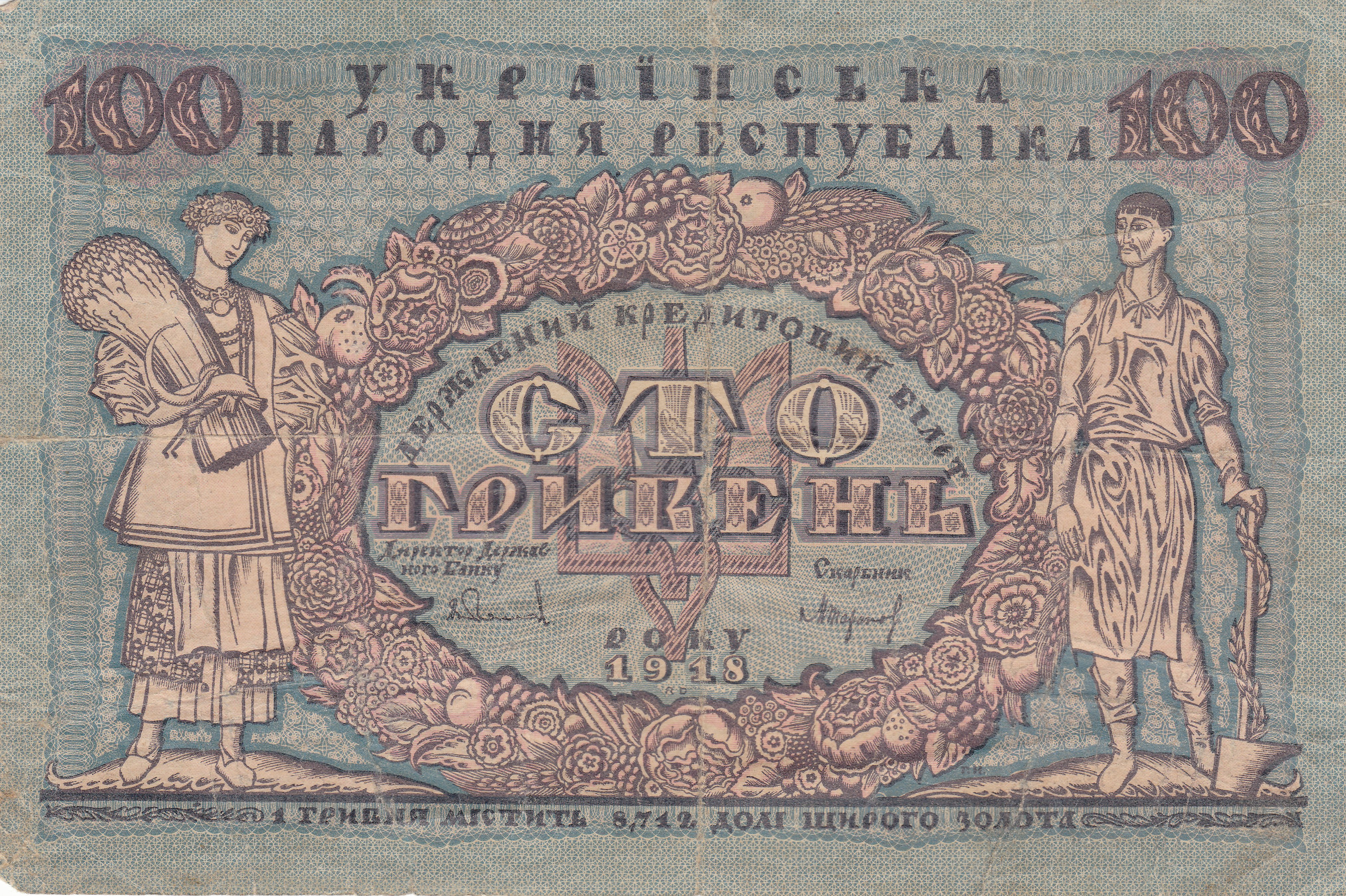
100 هريفنا أوكراني (1918)

بإعلان الجمهورية الشعبية الأوكرانية في عام 1917 ، قدم البرلمان الاوكراني عملة وطنية جديدة في أوكرانيا، كانت هذه العملة هي الكاربوفانيت الأوكراني، وكان معيار الذهب لها بما يساوي (0.774 جم) من الذهب الخالص (سهم واحد = 0.044435 جم من الذهب). تم إنتاج الأوراق النقدية والأوراق المالية الحكومية في ذلك الوقت من قبل شركة إكسبيديشن للمشتريات الورقية الحكومية
في عام 1918 ، تم إصدار الأوراق النقدية في برلين عام 1918 بأوراق نقدية مقومة بـ 2 و 10 و 100 و 500 و 1000 و 2000 هريفنيا. أول عملات ورقية من Eskiz

### أوكرانيا بعد اعلان الاستقلال

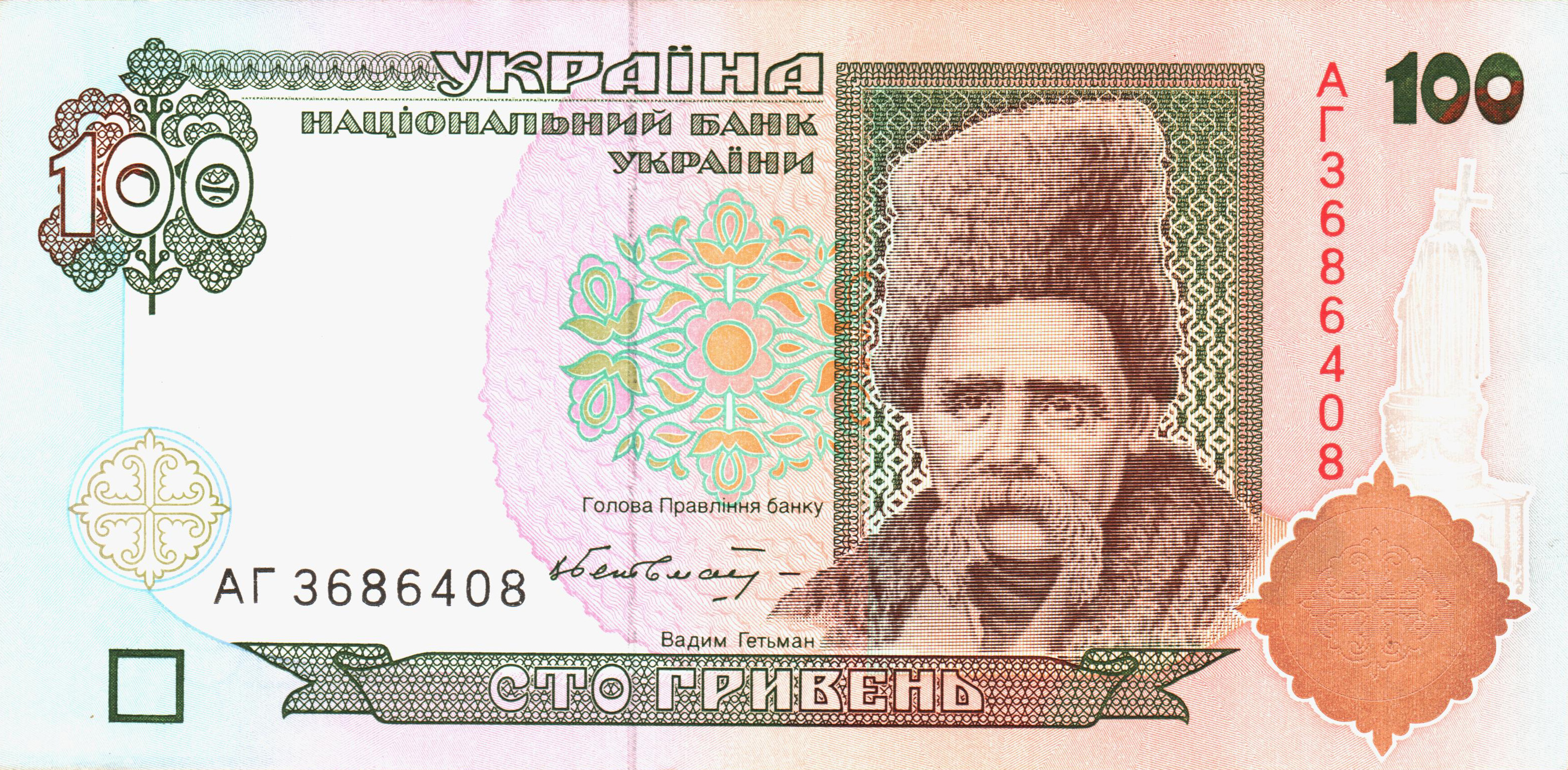
100 هريفنا أوكراني (1996)

حلت الهريفنيا محل الكاربوفانيت خلال الفترة 2 إلى 16 سبتمبر 1996 ، بمعدل هريفنيا واحد إلى 100000 كاربوفانيت. حيث تعرض الكاربوفانيت للتضخم المفرط في أوائل التسعينيات بعد انهيار الاتحاد السوفيتي.
أصبحت الهريفنيا العملة الرسمية وفقًا لمرسوم رئاسي بتاريخ 26 أغسطس 1996 تم نشره في 29 أغسطس. خلال الفترة الانتقالية، 2-16 سبتمبر، تم استخدام كل من الهريفنيا والكاربوفانيت، ولكن كان التجار مطالبين بالتعامل فقط في الهريفنيا. وتم تحويل جميع الحسابات المصرفية إلى الهريفنيا تلقائيًا. خلال الفترة الانتقالية، تم سحب 97٪ من كاربوفانيت من التداول، حيث سحبت 56٪ منها في الأيام الخمسة الأولى من تغيير العملة. بعد 16 سبتمبر 1996، تمكنت البنوك من استبدال الكاربوفانيت المتبقي بهريفنيا.
تم تغيير الهريفنا رسميا خلال الفترة التي كان فيها فيكتور يوشينكو رئيسًا للبنك الوطني الأوكراني. ومع ذلك، حملت الأوراق النقدية الأولى التي تم إصدارها توقيع الرئيس السابق للبنك الوطني، فاديم هيتمان، الذي استقال في عام 1993 ، لأن الأوراق النقدية الأولى قد طبعت في وقت مبكر من عام 1992 من قبل شركة الأوراق النقدية الكندية، ولكن تقرر تأجيل تداولها. حتى تمت السيطرة على التضخم المفرط في أوكرانيا.
في 18 مارس 2014 ، بعد ضمها من قبل روسيا، أعلنت جمهورية القرم الجديدة أنه سيتم إسقاط الهريفنيا كعملة المنطقة في أبريل 2014. أصبح الروبل الروسي العملة «الرسمية» في شبه جزيرة القرم في 21 مارس 2014. حتى 1 يونيو 2014، كان من الممكن أيضًا استخدام الهريفنيا للمدفوعات النقدية فقط. اما في المناطق المتنازع عليها ظلت الهريفنيا العملة السائدة في «دونباس» دونيتسك ولوهانسك.

## النقود المعدنية
الفئات النقدية المعدنية هي (1، 2، 5، 10، 25، 50 كوبيك) و (1، 2، 5، 10 هريفنا) فضية وذهبية (بدرجة نقاوة 999,9)

## النقود الورقية
أصدر البنك الوطني الأوكراني عدة فئات نقدية ورقية هي (1، 2، 5، 10، 20، 50، 100، 200، 500، 1000 هريفنا)

## انظُر أيضاً
- البنك الوطني الأوكراني

## وصلات خارجية
- الموقع الرسمي للبنك الوطني الأوكراني